# Comythovalgus luvungiensis
Comythovalgus luvungiensis är en skalbaggsart som beskrevs av Louis Burgeon 1935. Comythovalgus luvungiensis ingår i släktet Comythovalgus och familjen Cetoniidae. Inga underarter finns listade i Catalogue of Life.